# Водойми Ліхтенштейну
Водойми Ліхтенштейну відносяться до басейну річки Рейн. Більшість водойм країни беруть свої початки з альпійських джерел гірського хребта Ретікон.
У своїх верхів'ях це є гірські швидкоплинні потоки (завдячуючи великому перепаду висот — від 2000 метрів до 600–400 метрів). Але пробиваючись на рівнину річки Рейн вони вливаються в розгалужену систему каналів-водовідводів. Через значні й часті розливи Рейну та його приток відбувалися маштабні повені, мешканцям довелося вибудувати цілу систему каналів-водовідводів, які дали змогу впорядкувати течію та розподілити різке збільшення водного потоку у межах всієї рівнинної частини країни.

## Річки та річечки Ліхтенштейну
- Рейн → 1230 (27 територією Ліхтенштейну)
- Заміна → 17 км (12 територією Ліхтенштейну)
- Оберауканал річка-канал → 22 км (20 територією Ліхтенштейну)
- Лавенабах → 8 км (8 територією Ліхтенштейну)
- Гросслохбах → 6 км (6 територією Ліхтенштейну)

## Озера
- Гампрінер-Зеле → непересихаюче, природне озеро
- Озера Нойгрют → водозабірні озера (виникли внаслідок діяльності людини)
- Водосховище Штег → водозабірне озеро на річці Заміна (виникло внаслідок діяльності людини)
- Мюхлегольц → заливні озера (виникло внаслідок діяльності людини)
- Озера Фрікграбен → заливні озера (виникло внаслідок діяльності людини)
- Унтерес Рет (Unteres Riet) → водозабірне озеро (виникло внаслідок діяльності людини)

На території Ліхтенштейну є ще з кілька десятків озер, які сформувалися внаслідок діяльності людини, та через формування сітки водовідвідних каналів. Внаслідок чого, піднявся рівень ґрунтових вод й після повеней частина цих природних та локальних невеличких впадин були заповнені водою й таким чином сформувалися малі озера в країні.

## Канали
Канали — одна зі складових водного ресурсу країни. Викопані, насамперед, як водовідвідні в часи повеней на річці Рейн — стали суттєвим ресурсом для інтенсивного сільського господарства та для людських потреб. Наразі, майже вся рівнина при річці Рейн як мереживо вишивальниці усіяне акуратними каналами та потоками. Більшість каналів найменують в честь тих гірських потоків, з яких вони найбільше поповнюються водним ресурсом, а найбільші та найпротяжніші з них:
- Оберауканал річка канал → 22 км (20 територією Ліхтенштейну)
- Гросслохбах-канал → 8 км (6 територією Ліхтенштейну)
- Лавенабах-канал → 6 км (6 територією Ліхтенштейну)
- Рюгель-канал → → 5 км (5 територією Ліхтенштейну)

## Підземні води
В Ліхтенштейні ефективно використовують свої підземні водні запаси. Наявність чисельних джерел в гірській частині — створило базу для рекреаційно-лікувального використання мінеральних вод. До того ж, гірські водні потоки сладають базу якісної питної води для всієї країни. Частковою проблемою для країни є суттєве підняття ґрунтових вод (внаслідок меліорації та розбудови каналів-водовідводу заради запобігання повеням), що відобразилося на якості ґрунтів та часткових побутових незручностей жителів Прирейнської низини, але завдяки технічним удосконаленням та належного експлуатації каналів — вдалося покращити ситуацію.